# Nosate
Nosate (IPA: [noˈzaːte], Nosàa in dialetto milanese) è un comune italiano di 640 abitanti della città metropolitana di Milano in Lombardia.
Nosate è il comune meno popoloso della città metropolitana di Milano e il secondo più distante dal capoluogo, a circa 37,5 km in linea d'aria, più vicino dell’exclave di San Colombano al Lambro, che invece si trova a 39 km.

## Storia

### Simboli
Lo stemma è stato concesso con regio decreto del 17 maggio 1937.
Il mastio turrito e merlato deriva dallo stemma della famiglia Cattaneo che a partire dal 1770 fu l'ultima titolare del feudo di Nosate. L'albero di noce è un'arma parlante con riferimento al toponimo.
Il gonfalone è un drappo di azzurro.

## Monumenti e luoghi d'interesse
- Chiesa di San Guniforte
- Chiesa di Santa Maria in Binda

## Società

### Evoluzione demografica
Abitanti censiti

## Amministrazione
Il sindaco di Nosate è Roberto Cattaneo.